# Caperiotäby FC
CaperioTäby FC, tidigare Caperio/Råsunda och Caperio Råsunda IS, var ett herrlag i innebandy som ursprungligen var relaterad till Råsunda IS. Laget bröts ut från Råsunda IS i samband med att de kvalificerade sig till elitserien i innebandy 2005. År 2006 flyttades basen till Täby kommun där man hade ett nära samarbete med Täby FC. I samband med detta bytte man namn till CaperioTäby FC.
År 2014 meddelades att lagets verksamhet i Täby skulle upphöra och således även samarbetet med Täby FC. Laget kopplades istället ihop med Djurgårdens IF. Parallellt med detta meddelade huvudsponsorn Caperio att de inte skulle fortsätta sponsra laget som svarade med namnbyte i och med att de uppgick i Djurgårdens IF.
Under de närmast föregående åren innan sammanslagningen med Djurgårdens IF hade Caperiotäby FC tagit hem två SM-silver och ett SM-brons. Säsongen 2014 åkte dock herrlaget ur Svenska Superligan för herrar (SSL) varför de spelade i Allsvenskan i innebandy för herrar under åtminstone den påföljande säsongen.